# Hyprland
Hyprland — динамічний тайлінговий Wayland-композитор (фреймовий віконний менеджер) написаний мовою C++ і заснований на Aquamarine (до версії 0.42.0 був заснований на wlroots).

## Відмінні особливості
Hyprland відрізняється від багатьох інших тайлінгів такими характеристиками:
- Прихильність до масового споживача. Hyprland має приємний за сучасними мірками дизайн із різними анімаціями, прозоростями тощо. При першому запуску користувачеві виводиться попередження з пам'яткою про те, як запустити термінал, як «вийти» з композитора та де знаходиться файл конфігурації[3][4].
- Створення нових вікон відбувається за типом спіралі Фібоначчі.
- Можливість задання «правил» вікнам.
- Гнучкість, яка дозволяє за допомогою різних плагінів зробити з композитора повноцінне середовище робочого столу.